# VDrift
VDrift 是一个3D的驾驶模拟器，授权协议为GNU General Public License，是一个自由软件。

## 特性
提供对各种操控装置的支持，使用Vamos物理引擎 （页面存档备份，存于）
开发阶段：
- 37多条赛道，38种车辆
- 联机模式（正在等待重写）
- 真实物理
- 各种输入设备支持，过滤
- 完全建模的赛道，风景和区域
- 多种视角
- 简单回放模式，跳进
- 完全自定义控制键位
- Brake lights
- 驾驶辅助：automatic shifting, traction control, anti-lock braking
- 实验性的强制反馈